# جيم ستيفنسون
جيم ستيفنسون (بالإنجليزية: Jim Stevenson)‏ (17 مايو 1992 بلوتن في المملكة المتحدة - ) هو لاعب كرة قدم بريطاني في مركز الوسط. لعب مع نادي لوتون تاون وHiston F.C. ‏ ونادي دارتفورد ونادي ألدرشوت تاون.

## وصلات خارجية
- جيم ستيفنسون على موقع Soccerbase.com (لاعب) (الإنجليزية)
- جيم ستيفنسون على موقع Soccerway.com (الإنجليزية)